# سعيد بن مسلط
سعيد بن مسلط اليزيدي الناجحي المغيدي,أمير من آل يزيد من آل ناجح من بني مغيد ، وُلد في قرية السَّقا في عسير، وفي أيام سعيد استولى الشريف محمد بن عون على بلاد عسير ، واتصل الأمير سعيد بنائبه الشريف هزاع بن عون وتزوج أختاً له اسمها حليمة، والتف حوله أهل قريته وآل ناجح وبنو مغيد، ولحقت به إهانة من محمد بن عون، فاتفق رؤساء جماعته على إخراج الأشراف من بلادهم، وهاجموا بلدة «طبب» وفيها حامية الشريف يقودها هزاع، وقاتلوها فصالحتهم الحامية على أ تخرج من طبب، فدمروا معقلها وجعلوا مقر الحركة قرية «السقا»، وجرد محمد بن عون جيشاً لضربهم سنة 1238 بقيادة شريف اسمه «راجح»، فقاتله سعيد على مقربة من وادي عتود، وقتله وأرسل محمد علي باشا «والي مصر» فيالق لقتال سعيد بقيادة ابن عون وأحمد باشا محافظ الحجاز، وفي سنة 1239 هـ اشتبك سعيد معهم في «ذي أمسنون» شرق طبب، ثم تجدد القتال، فتمكن سعيد من إخراج محمد بن عون ومن معه صلحاً من بلاد عسير، ودام هذا الصلح حتى سنة 1240، ثم نقضه زحف جديد قام به ابن عون على بن مسلط، ونشبت بينهم معركة في وادي عتود بخميس مشيط وانتهت بانكسار ابن عون، واستقر سعيد بن مسلط في إمارة آل يزيد مستقلاً إلى إلى أن توفي في عام 1242 هـ، وقد استمر حكمه ثلاثة أعوام ونحو تسعة أشهر.